# Joachim Eduard von Münch-Bellinghausen
Joachim Eduard Graf von Münch-Bellinghausen (* 29. September 1786 in Wien; † 3. August 1866 ebenda) war ein österreichischer Jurist und Politiker. Münch-Bellinghausen war von 1823 bis 1848 Bundespräsidialgesandter des Kaisertums Österreich, ab 1841 im Rang eines Staatsministers. Er war ein enger Vertrauter von Staatskanzler Klemens Wenzel Lothar von Metternich und wurde 1861 von Kaiser Franz Joseph I. zum Mitglied des Herrenhauses auf Lebenszeit ernannt.

## Leben

### Familie
Joachim Eduard Graf von Münch-Bellinghausen entstammte der Familie Münch von Bellinghausen, die ursprünglich aus dem Kurfürstentum Trier kam. Sie wurde 1580 in den Reichsadelsstand erhoben. Im Juli 1745 erhielt der kaiserliche Reichshofrat Joachim Georg von Münch während des kurpfalz-bayerischen Reichsvikariats den Reichsfreiherrenstand mit dem Prädikat von Bellinghausen. Er war mit Elisabeth, der letzten Angehörigen des alten bergischen Adelsgeschlechts von Bellinghausen, verheiratet. Die Familie teilte sich zum Ende des 18. Jahrhunderts in drei Linien.
Franz Josef Freiherr von Münch-Bellinghausen (* 10. November 1735; † 3. Oktober 1802), aus der ältesten ersten Linie, wurde ebenfalls Reichshofrat. Ihm und seinen zwei Brüdern wurde im Juni 1794 der Reichsfreiherrenstand von Kaiser Franz II. bestätigt. Er heiratete 1771 Elisabeth von Penkler (* 21. Juni 1753; † 13. März 1840), eine Schwester des Politikers Josef von Penkler. Joachim Eduard war eines von zehn Kindern des Paares. Seine ältere Schwester Marie Elisabeth heiratete 1810 den österreichischen Diplomaten Ignatz Brenner von Felsach. Der Dichter und Schriftsteller Eligius Franz Joseph Freiherr von Münch-Bellinghausen, er schrieb unter dem Namen Friedrich Halm, war sein Neffe, ein Sohn seines älteren Bruders. Ein Vetter väterlicherseits war der preußische Regierungsrat Franz von Münch-Bellinghausen.

### Beruflicher Werdegang
Münch-Bellinghausen studierte Rechtswissenschaften zunächst an der Universität Wien und zog nach dem Tod des Vaters 1802 zu seinem älteren Bruder nach Krakau, wo er an der Krakauer Universität seine Studien beenden konnte. 1806 wurde er in den österreichischen Staatsdienst übernommen und 1813 zum Kreiskommissar im Leitmeritzer Kreis und später im Elbogener Kreis ernannt. 1815 gehörte er während der Befreiungskriege gegen Napoleon zum österreichischen Hauptquartier in Frankreich. 1818 wurde ihm der Titel eines Gubernialrates verliehen, 1819 erfolgte seine Beförderung zum Stadthauptmann von Prag.
Bei der auf dem Wiener Kongress von den Elbanrainerstaaten beschlossenen Gründung einer Elbschiffahrtskommission in Dresden übernahm Münch-Bellinghausen von 1820 bis 1821 den Vorsitz. Seine Arbeit dort verlief so zufriedenstellend, dass bereits im Juni 1821 eine erste Fassung der Elbschiffahrtsakte unterzeichnet werden konnte. Der österreichische Staatskanzler Klemens Wenzel Lothar von Metternich wurde auf ihn aufmerksam und holte Münch-Bellinghausen 1822 als Hofrat in die geheime Haus-, Hof- und Staatskanzlei nach Wien. Bereits ein Jahr später ernannte er ihn, mit 37 Jahren, zum Wirklichen Geheimen Rat mit dem Titel Exzellenz und österreichischen Präsidialgesandten bei der Bundesversammlung des Deutschen Bundes in Frankfurt am Main.
Der Beginn seiner Arbeit in der Bundesversammlung fiel in eine Zeit österreichischer Hegemonie im Deutschen Bund, wobei er die Positionen Metternichs unerbittlich durchsetzte. So unter anderem 1831 bei der Auseinandersetzung um das badische Preßgesetz. Für seine Verdienste wurde er von Kaiser Franz II. mit Allerhöchstem Kabinettschreiben vom 27. Juni 1831 in den Grafenstand erhoben, das Diplom wurde am 24. Februar 1832 ausgestellt. Münch-Bellinghausen genoss das volle Vertrauen des Staatskanzlers, der ihn auch 1834 als Vertreter Österreichs bei den Kabinettskonferenzen in Wien, die erneut das von Metternich bestimmte Repressivsystem stärken sollten und die formal getrennt von den Bundesinstitutionen stattfanden, einsetzte. Allerdings konnte er den Autoritätsgewinn von Preußen im Bund ab 1840 nicht verhindern. Es kam zu massiven Beschwerden über seine Arbeit von Seiten des preußischen Königs Friedrich Wilhelm IV. bei Metternich, der aber seinen Gesandten in Schutz nahm. Beanstandet wurde aber auch von zahlreichen weiteren Bundestagsgesandten seine häufige, oft monatelange Abwesenheit von Frankfurt. 1841 erhielt er den Rang und die Würde eines Staatsministers.
Mit der Märzrevolution 1848 bat Münch-Bellinghausen um seinen Abschied als Bundestagsgesandter und zog sich in den Ruhestand zurück. Einen Eintritt als Außenminister in das Kabinett von Franz Anton von Kolowrat-Liebsteinsky lehnte er, auch auf Grund seines fortgeschrittenen Alters, ab. Am 18. April 1861 ernannte ihn Kaiser Franz Joseph I. zum lebenslänglichen Mitglied des österreichischen Herrenhauses, jedoch nahm er nie an einer Sitzung im Oberhauses des Österreichischen Reichsrates teil.

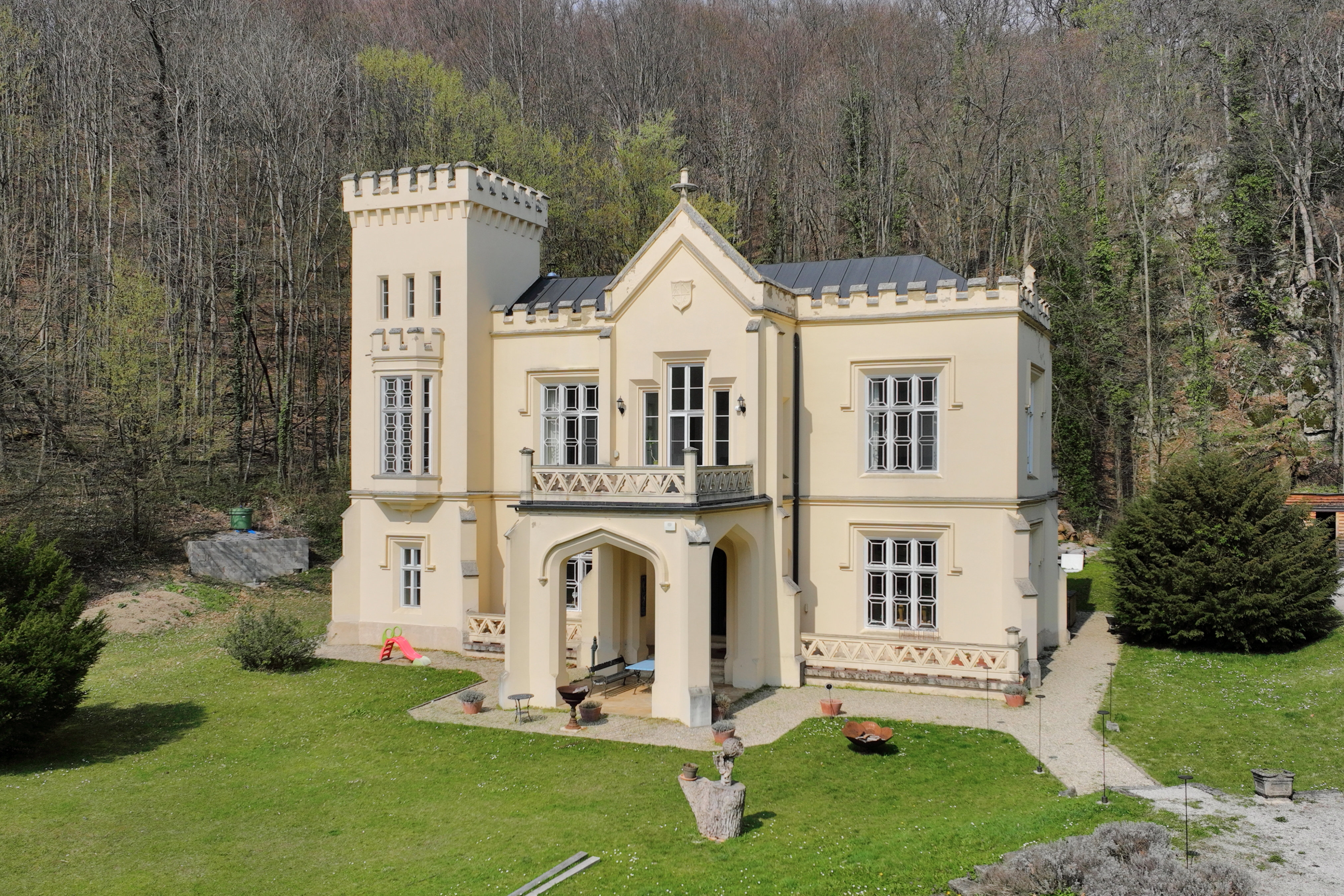
Schloss Merkenstein, das er 1843/44 errichten ließ

Der unverheiratet gebliebene Joachim Eduard Graf von Münch-Bellinghausen starb unerwartet am 3. August 1866 morgens 7 Uhr. Eine Ursache soll die Niederlage Österreichs gegen Preußen in der wenige Wochen zuvor stattgefundenen Schlacht bei Königgrätz während des Deutschen Krieges gewesen sein. Die Einsegnung fand am 5. August statt, im Anschluss wurde er in der Familiengruft zu Enzersdorf am Gebirge beigesetzt. Münch-Bellinghausen hat ein bedeutendes Vermögen hinterlassen, unter anderem mehrere Stadthäuser sowie Güter in Kottingbrunn und Gainfarn. Er war der letzte Besitzer der Herrschaft Merkenstein. Als Erben bestimmte er den Sohn seiner Schwester Adolph von Brenner-Felsach.

### Ehrungen und Mitgliedschaften
Münch-Bellinghausen war Inhaber zahlreicher Auszeichnungen. Im Jahre 1821 erhielt er das Ritterkreuz des ungarischen St. Stephan-Ordens und 1826 das Großkreuz des österreichischen Leopold-Ordens. Für seine Verdienste während der Befreiungskriege wurde er mit dem nur sehr selten verliehenen Zivilehrenkreuz in Silber ausgezeichnet. Er war außerdem Ritter des russischen Alexander-Newski-Ordens, des preußischen Roten Adlerordens 1. Klasse mit Brillanten und des badischen Hausordens der Treue sowie Inhaber des Hausordens von Hohenzollern 1. Klasse.
Er war Träger des Großkreuzes des dänischen Dannebrogordens, des Verdienstordens der Bayerischen Krone, des sächsischen Zivilverdienstordens, des hannoverischen Guelphen-Ordens mit Brillanten, des Ordens der Württembergischen Krone, des Ordens vom Niederländischen Löwen, des belgischen Leopoldsordens, des badischen Ordens vom Zähringer Löwen, des kurhessischen Hausordens vom Goldenen Löwen, des hessischen Ludewigs-Ordens mit Brillanten, des sachsen-weimarer Hausordens vom Weißen Falken, des braunschweigischen Ordens Heinrichs des Löwen und des anhaltischen Hausordens Albrechts des Bären.
Münch-Bellinghausen gehörte im Jahre 1847 zu den Mitbegründern der Kaiserlichen Akademie der Wissenschaften in Wien, deren Statuten er mit entwarf. Die Akademie wählte ihn noch im gleichen Jahr zu ihrem Ehrenmitglied. Er war außerdem Ordentliches Mitglied der k.k. Landwirtschafts-Gesellschaft zu Wien.